# 哈根山脈

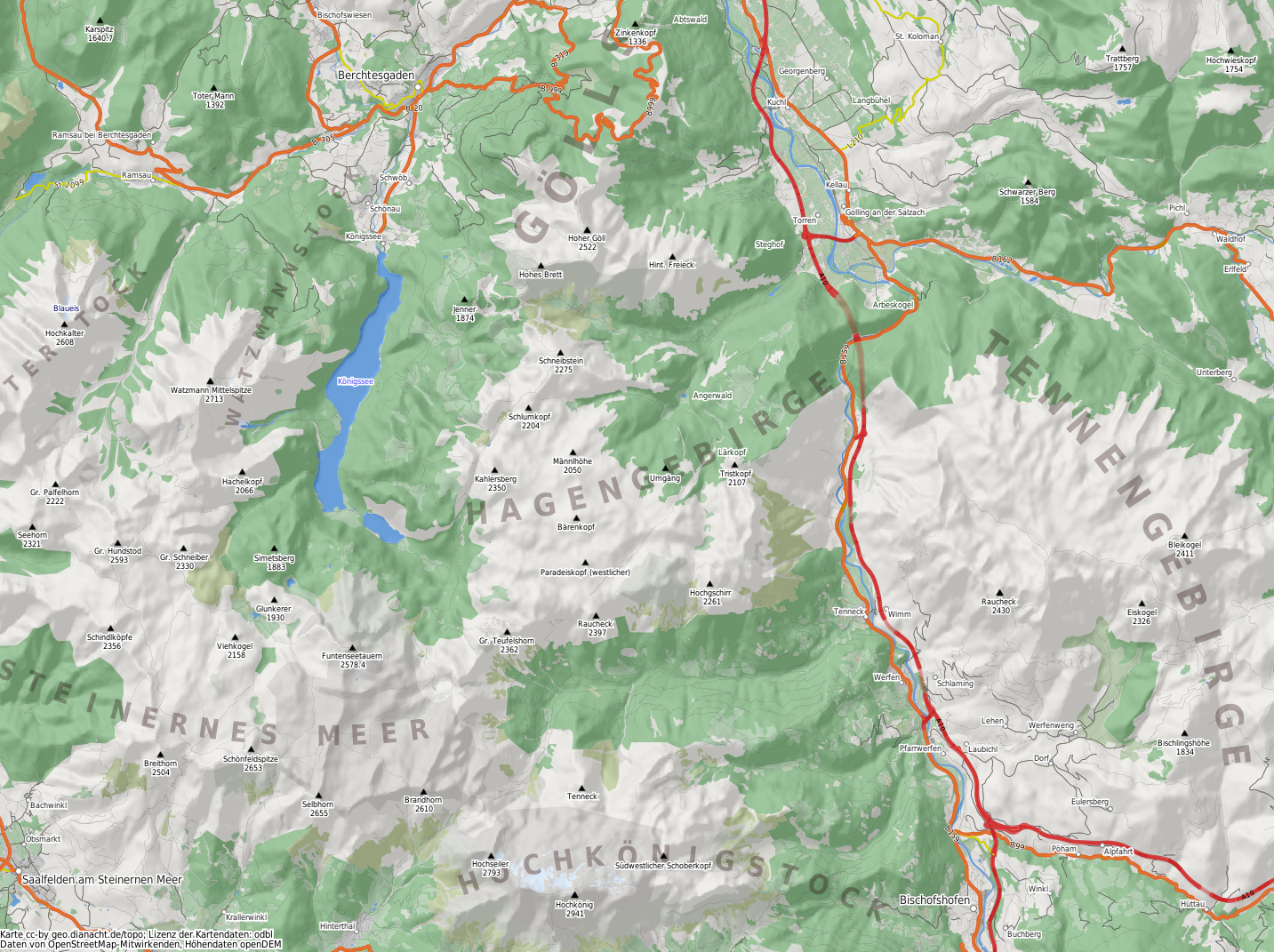

47°31′48″N 13°03′50″E / 47.530°N 13.064°E
哈根山脈（德語：Hagengebirge），是中歐的山脈，位於奧地利和德國接壤的邊境，屬於貝希特斯加登阿爾卑斯山脈的一部分，最高點托伊費爾斯赫訥山海拔高度2,363米。